# W kraju niewiernych

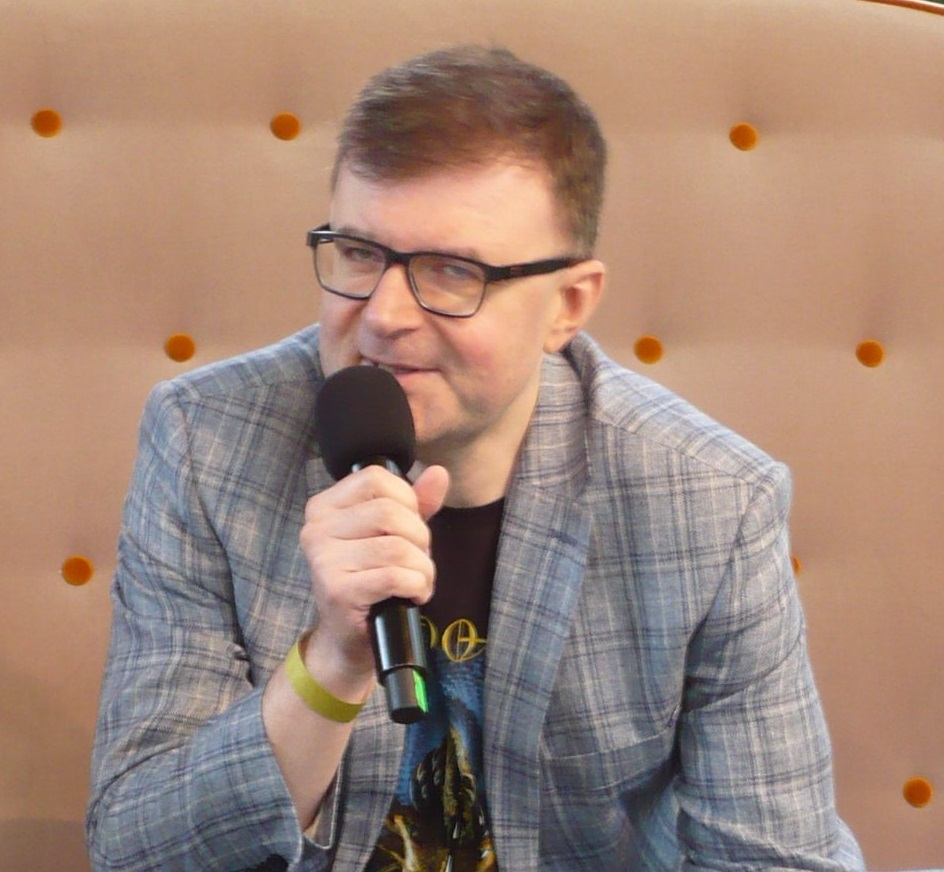
Jacek Dukaj, autor opowiadań

W kraju niewiernych – tom opowiadań autorstwa Jacka Dukaja, napisanych w latach 1993-1999. Opublikowany pierwotnie w 2000 roku przez SuperNowę, a następnie wznowione w nowym wydaniu przez Wydawnictwo Literackie w 2008 roku. 

## Opowiadania
W tomie znajdują się opowiadania:
- Ruch Generała
- IACTE
- Irrehaare
- Muchobójca
- Ziemia Chrystusa
- Katedra
- Medjugorje
- In Partibus Infidelium

## Odbiór
Według Wojciecha Orlińskiego, w zbiorze „nie ma ani jednego słabego utworu”.

## Nagrody
Zbiór został nagrodzony Śląkfą i SFinksem za 2000 rok. 
Jedno z opowiadań pt. Katedra otrzymało nagrodę Janusza A. Zajdla dla najlepszego opowiadania 2000 roku. Katedra wygrała z innym opowiadaniem z tego tomu, Ruchem Generała.  
Na podstawie Katedry Tomasz Bagiński nakręcił film o tym samym tytule, który był nominowany do Oscara dla najlepszego filmu animowanego za rok 2002.  